# О-Сейбл-Форкс (Нью-Йорк)
О-Сейбл-Форкс (англ. Au Sable Forks) — переписна місцевість (CDP) в США, в округах Клінтон і Ессекс штату Нью-Йорк. Населення — 509 осіб (2020).

## Географія
О-Сейбл-Форкс розташований за координатами 44°27′17″ пн. ш. 73°40′15″ зх. д. / 44.45472° пн. ш. 73.67083° зх. д. (44.454707, -73.670879).  За даними Бюро перепису населення США в 2010 році переписна місцевість мала площу 6,58 км², з яких 6,53 км² — суходіл та 0,06 км² — водойми.

## Демографія
Згідно з переписом 2010 року, у переписній місцевості мешкало 559 осіб у 236 домогосподарствах у складі 139 родин. Густота населення становила 85 осіб/км².  Було 279 помешкань (42/км²).
Расовий склад населення:
| - 98,9 % — білих - 0,2 % — корінних американців |

До двох чи більше рас належало 0,9 %. Частка іспаномовних становила 0,0 % від усіх жителів.
За віковим діапазоном населення розподілялося таким чином: 22,5 % — особи молодші 18 років, 62,5 % — особи у віці 18—64 років, 15,0 % — особи у віці 65 років та старші. Медіана віку мешканця становила 43,6 року. На 100 осіб жіночої статі у переписній місцевості припадало 103,3 чоловіків;  на 100 жінок у віці від 18 років та старших — 94,2 чоловіків також старших 18 років.
Середній дохід на одне домашнє господарство  становив 52 272 долари США (медіана — 45 625), а середній дохід на одну сім'ю — 73 187 доларів (медіана — 64 375). За межею бідності перебувало 11,6 % осіб, у тому числі 10,7 % дітей у віці до 18 років та 16,5 % осіб у віці 65 років та старших.
Цивільне працевлаштоване населення становило 225 осіб. Основні галузі зайнятості: освіта, охорона здоров'я та соціальна допомога — 27,6 %, будівництво — 19,1 %, публічна адміністрація — 13,8 %, роздрібна торгівля — 9,8 %.